# Jim Denney (1957)
Pour les articles homonymes, voir Denney (homonymie).
James Denney (né le 10 juin 1957 à Duluth, Minnesota) est un sauteur à ski américain

## Référence
- Ressources relatives au sport :   - Fédération internationale de ski (saut à ski)
  - Olympedia